# Batalla de Dayr al-Jamàjim
La batalla de Dayr al-Jamàjim es va lliurar el 702 entre el general omeia Al-Hajjaj ibn Yússuf i el general rebel Ibn al-Àixath, aixecat al Sistan, que tenia el suport dels àrabs de Kufa i de molts mawali no àrabs.
Ibn al-Àixath, que comandava els exèrcits que avançaven conquerint territoris a l'Iraq, avançava a ritme lent a ulls d'Al-Hajjaj, que l'apressava a avançar més ràpid cap a l'est, amb l'amenaça de destituir-lo i posar en el seu lloc al seu germà Ishaq. Ibn al-Àixath va deixar la decisió en mans dels seus oficials, qui estaven d'acord a aturar una guerra inacabable en territoris llunyans, i es van revoltar el 700, reunint un exèrcit de 100.000 homes i prenent Kufa i Bàssora. El governador, assetjat a Bàssora va cridar les forces de Síria, que van arribar el juliol liderades per Abd-Al·lah i Muhàmmad, els fills del califa Abd-al-Màlik ibn Marwan, que van derrotar els rebels, que es van retirar cap a Maskin, on foren novament derrotats, mentre el general omeia va entrar a Kufa.
At-Tabarí (II, 1070), Al-Massudí (a Tanbih i a Muraj) i Al-Yaqubí, entre d'altres, donen relats de la batalla.
Dayr al-Jamàjim fou una antiga vila d'Iraq propera a Kufa de la tribu dels Iyad, situada a l'oest de l'Eufrates als turons de Kufa prop d'Ayn at-Tamr i Faluja.